# Liste der Bischöfe von Novara
Die folgenden Personen waren Bischöfe von Novara (Italien):
- Gaudentius (398–417) (* 327; † 417)
- Agapitus (417–447)
- Diogene
- Pascentius
- Simplici(an)us (452)
- Victor († 489)
- Honoratus (um 490)
- Pacatianus (um 500)
- Opilius (529)
- Ambrosius I. (548)
- Fylacrius (552–?)
- Agnellus
- Spectabilis (um 613)
- Marcellus
- Severus
- Lupicinus
- Probinus (um 650)
- Virginius (Vigilius)
- Flavianus
- Pramphronius (um 670)
- Gratianus (679)
- Probus
- Laureolus
- Leo (700)
- Ambrosius II.
- Gratiosus (um 717, † 730)
- Benedictus
- Petrus I.
- Sicardus
- Titus (Titolevita) (um 751)
- Atto (781)
- Adalgis(i)us (835–840)
- Oddo (849–859)
- Dotterminius (Druttemirus, Drutterminus) (860–870)
- Notingus (877–881)
- Cadaltus OSB (882)
- Lambertus
- Ernulfus (Ernustus) (um 890)
- Liuterius
- Garibald (898–911)
- Dagibertus Pius (917–946)
- Rodulfus (946–962)
- Petrus II. (962–963)
- Aupoldus (965–989)
- Petrus III. (996?–1025)
- Gualbertus (1030–1037)
- Riprandus (1040–1049?)
- Odo II. (1054–1077)
- Albert (nach 1078–1083)
  - Anselm (1083–1103), Gegenbischof
- Richardus (um 1084–1092)
- Eppo (1113–1116), Elekt
- Litifredus (1122–1151)
- Guilielmus Tornielli (1153–1168), 1157 exkommuniziert
- Guilielmus Faleto (1168–?), Elekt
- Bonifacius (1172–1191)
- Oddo (Otto) Casali (1192?–1196)
- Petrus IV. Verolla (1197–1208/09)
- Gerardo Sessa (1209–1211)
- Oldeberto Tornielli (1213–1235)
- Odemarus Buzio (1235–1250)
- Sigebertus Caballazio (1250–1270, † 1271)
- Sedisvakanz 1270–1277
- Guido Pinzio (1277–1279)
- Ingelesius Caballazio OFM (1287–1291)
  - Matthaeus Visconti (1291–1296), nicht bestätigt
- Papinianus della Rovere (1296–1300)
- Bartholomäus Querini (1303–1304)
- Uguccione dei Borromei (1304–1329)
- Giovanni Kardinal Visconti (1331–1342)
- Guglielmo Amidano, OSA (1342–1356)
- Oldrado Oldradi (1356–1388)
- Pietro Filargo, OFM (1389–1402)
- Giovanni Capogallo, OSB (1402–1413)
- Pietro de Giorgi (1413–1429)
- Bartolomeo Aicardi Visconti (1429–1457)
- Giacomo Filippo Crivelli (1457–1466)
- Bernardo de Rossi (1466–1468)
- Giovanni Kardinal Arcimboldo (1468–1484)
- Ascanio Maria Kardinal Sforza (1484–1485) (Administrator)
- Gerolamo Pallavicini (1485–1503)
- Ascanio Sforza (1503–1505)
- Federico Sanseverino (1505–1511)
- Matthäus Kardinal Schiner (1512–1516) (Administrator)
- Antonio Maria Kardinal Ciocchi del Monte (1516–1525) (Administrator)
- Ermete Stampa (1525–1526)
- Giovanni Angelo Arcimboldi (1526–1550) (auch Erzbischof von Mailand)
- Ippolito II. Kardinal d’Este (1550–1551)
- Giulio Kardinal della Rovere (1551–1552) (Administrator; dann Bischof von Ravenna)
- Giovanni Gerolamo Kardinal Morone (1552–1560)
- Giovanni Antonio Kardinal Serbelloni (1560–1574)
- Romolo Archinto (1574–1576)
- Gerolamo Ragazzoni (1576–1577) (auch Bischof von Bergamo)
- Pomponio Cotta (1577–1579)
- Francesco Bossi (1579–1584)
- Gaspare Visconti (5. November 1584 bis 28. November 1584) (auch Erzbischof von Mailand)
- Cesare Speciano (Speciani) (1584–1591) (auch Bischof von Cremona)
- Pietro Martire Ponzone (1591–1593)
- Carlo Bascapè, B. (1593–1615)
- Ferdinando Kardinal Taverna (1615–1619)
- Ulpiano (Volpiano) Volpi (1619–1629)
- Giovanni Pietro Volpi (1629–1636)
- Antonio Tornielli (1636–1650)
- Benedetto Kardinal Odescalchi (1650–1656), der spätere Papst Innozenz XI.
- Giulio Maria Odescalchi, OSB (1656–1666)
- Giuseppe Maria Maraviglia, CR (1667–1684)
- Coelestin Sfondrati, OSB (1685–1686), Elekt
- Giovanni Battista Visconti, B. (1688–1713)
- Giberto Kardinal Borromeo (1714–1740)
- Bernardino Ignazio Rovèro, OFMCap (1741–1747)
- Giovanni B. Baratta (1747–1748)
- Ignazio Rovèro (1748–1756)
- Marco Aurelio Balbis Bertone (1757–1789)
- Vakanz 1789–1791
- Carlo Luigi Buronzo del Signore (1791–1797)
- Vittorio Filippo Melano OP (1797–1813)
- Vakanz 1813–1817
- Giuseppe Kardinal Morozzo Della Rocca (1817–1842)
- Giacomo Filippo Gentile (1843–1875)
- Stanislao Eula (1876–1886)
- Davide Riccardi (1886–1891) (auch Erzbischof von Turin)
- Edoardo Pulciano (1892–1901) (auch Erzbischof von Genua)
- Mattia Vicario (1901–1906)
- Giuseppe Gamba (1906–1923) (auch Erzbischof von Turin)
- Giuseppe Castelli (1924–1943)
- Leone Giacomo Ossola OFMCap (1945–1951, ab 1943 Apostolischer Administrator)
- Gilla Vincenzo Gremigni MSC (1951–1963)
- Placido Maria Cambiaghi B (1963–1971)
- Aldo Del Monte (1972–1990)
- Renato Corti (1990–2011)
- Franco Giulio Brambilla (seit 2011)